# Величко, Иван Афанасьевич
Иван Афанасьевич Величко — советский военный и государственный деятель, подполковник.

## Биография
Родился в 1917 году в селе Шевкоплясы. Член КПСС.
В 1932 году окончил семилетку и поступил в механико-технологический техникум в Полтаве, откуда поступил в Харьковское военное училище.
В 1938—1941 годах — командир взвода в Забайкальском военном округе.
Участник Великой Отечественной войны: адъютант, заместитель командира 108-го отдельного батальона ПТР по строевой части, заместитель командира 36-го пластунского стрелкового полка 9-й пластунской стрелковой дивизии
В 1946—1961 — военный комиссар в Сталинградской и Тамбовской областях.
С 1961 года в отставке.
Умер в 2000 году.

## Награды
- Орден Красного Знамени (дважды)
- Орден Отечественной войны I степени
- Орден Отечественной войны II степени
- Орден Красной Звезды (дважды)
- Орден Virtuti Militari 5 степени